# Globočec
Globočec este o arie protejată (arie specială de conservare — SAC, sit de importanță comunitară — SCI) din Slovenia întinsă pe o suprafață de 105,59 ha, integral pe uscat.

## Localizare
Centrul sitului Globočec este situat la coordonatele 45°51′18″N 14°48′58″E / 45.855°N 14.8161°E.

## Înființare
Situl Globočec a fost declarat sit de importanță comunitară în aprilie 2004 pentru a proteja 2 specii de animale. Situl a fost protejat și ca arie specială de conservare în februarie 2012.

## Biodiversitate
Situată în ecoregiunea continentală, aria protejată conține 1 habitat natural: Peșteri inaccesibile publicului.
La baza desemnării sitului se află mai multe specii protejate:
- amfibieni (1): proteu de peșteră (Proteus anguinus)
- nevertebrate (1): fluturele-tigru (Callimorpha quadripunctaria)